# Thanatus constellatus
Thanatus constellatus är en spindelart som beskrevs av Dmitry Evstratievich Kharitonov 1946. Thanatus constellatus ingår i släktet Thanatus och familjen snabblöparspindlar. Inga underarter finns listade i Catalogue of Life.